# باب مک‌گرگور
باب مک‌گرگور (به انگلیسی: Bob McGregor) (زادهٔ ۳ آوریل ۱۹۴۴) شناگر اهل اسکاتلند است.
از افتخارات وی میتوان به کسب مدال نقره شنا ۱۰۰ متر آزاد مردان بازی‌های المپیک تابستانی ۱۹۶۴ اشاره کرد.